# It Paradyske
It Paradyske is een streek in de gemeente Noardeast-Fryslân, in de Nederlandse provincie Friesland. It Paradyske ligt tussen Kollum en Buitenpost in, net ten noorden van de Zwadde en ten zuiden van de Stroobossertrekvaart. In de streek liggen de wegen Paradyske en de Tollingawei. In het zuidwestelijke deel van de streek ligt ten noorden van de Zwaddesloot lde buurtschap Laagland. De weg Paradyske heette eerst Leechlân en daarvoor Laagland. It Paradyske betekent in het Nederlands 'Het Paradijsje'. Een Nederlandstalige benaming is anno 2019 niet gebruikelijk voor de streek en buurtschap. In de streek werd in 1967 het gelijknamige zwembad It Paradyske gebouwd. Tevens ligt er de camping De Poelpleats.  De streek ligt in het coulisselandschap van het Nationaal Landschap Noordelijke Friese Wouden. 

## Gebiedsontwikkelingsplannen en uitbreidingsplannen
De gemeenten Achtkarspelen en Kollumerland en Nieuwkruisland hebben in de 20ste en begin 21ste eeuw verschillende mogelijkheden voor de recreatieve en toeristische ontwikkeling van het gebied onderzocht. In 1990 werd door Grontmij een studie gedaan, maar tot ontwikkelingen kwam het niet.
Tussen 1994 en 1999 was er een asielzoekerscentrum gevestigd bij De Poelpleats. In 2007 kwamen de beide gemeenten met het plan 'Ranch Fryslân' om rijke westerlingen naar het gebied te halen. In 2010 werd het plan gelanceerd, dat voorzag in de bouw van een 50-tal huizen voor paardenliefhebbers. De bevolking van de buurtschap was hier echter op tegen. Eind 2011 werd het plan afgeblazen vanwege onvoldoende belangstelling.

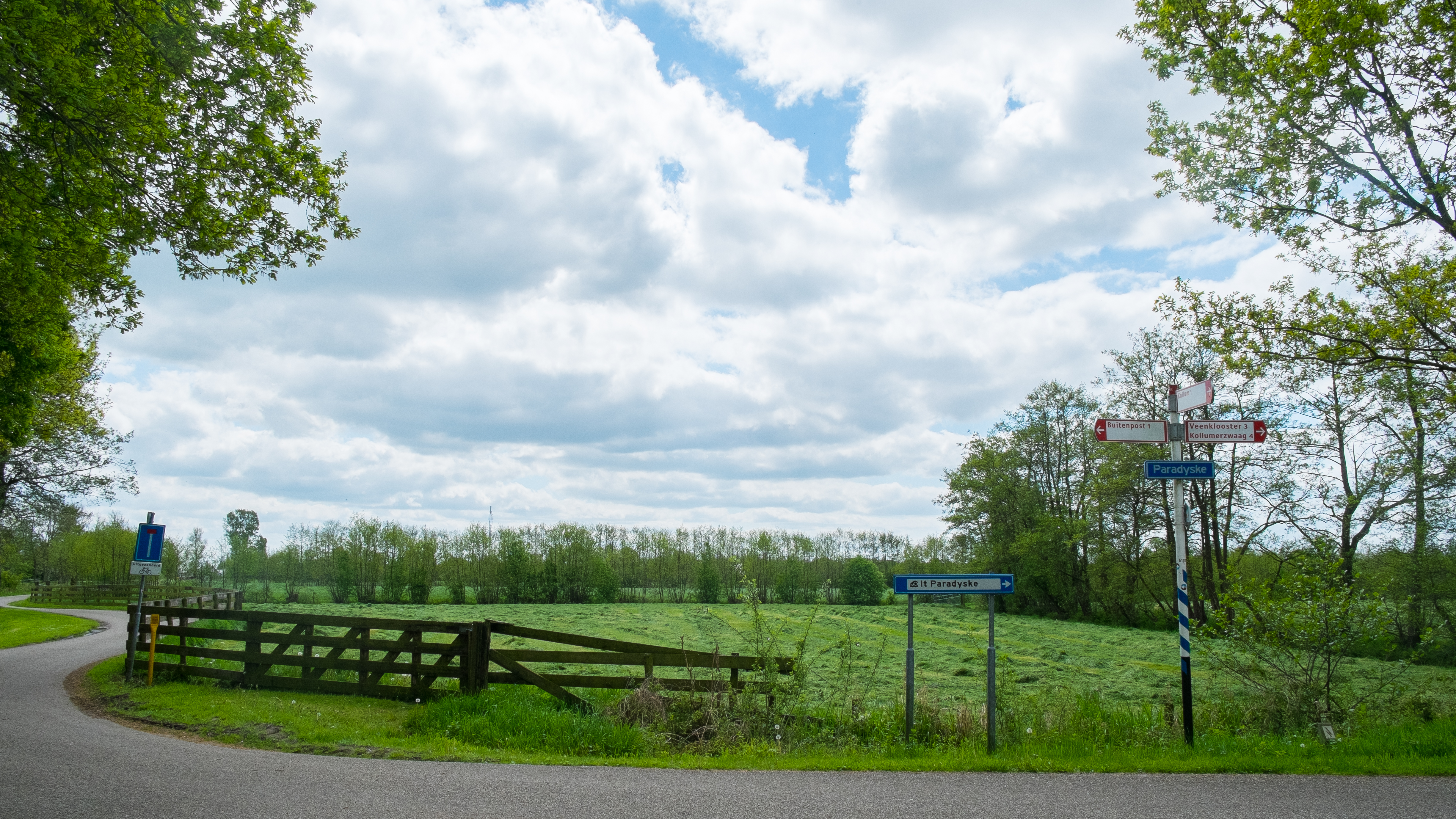
It Paradyske vanaf de richting Kollum
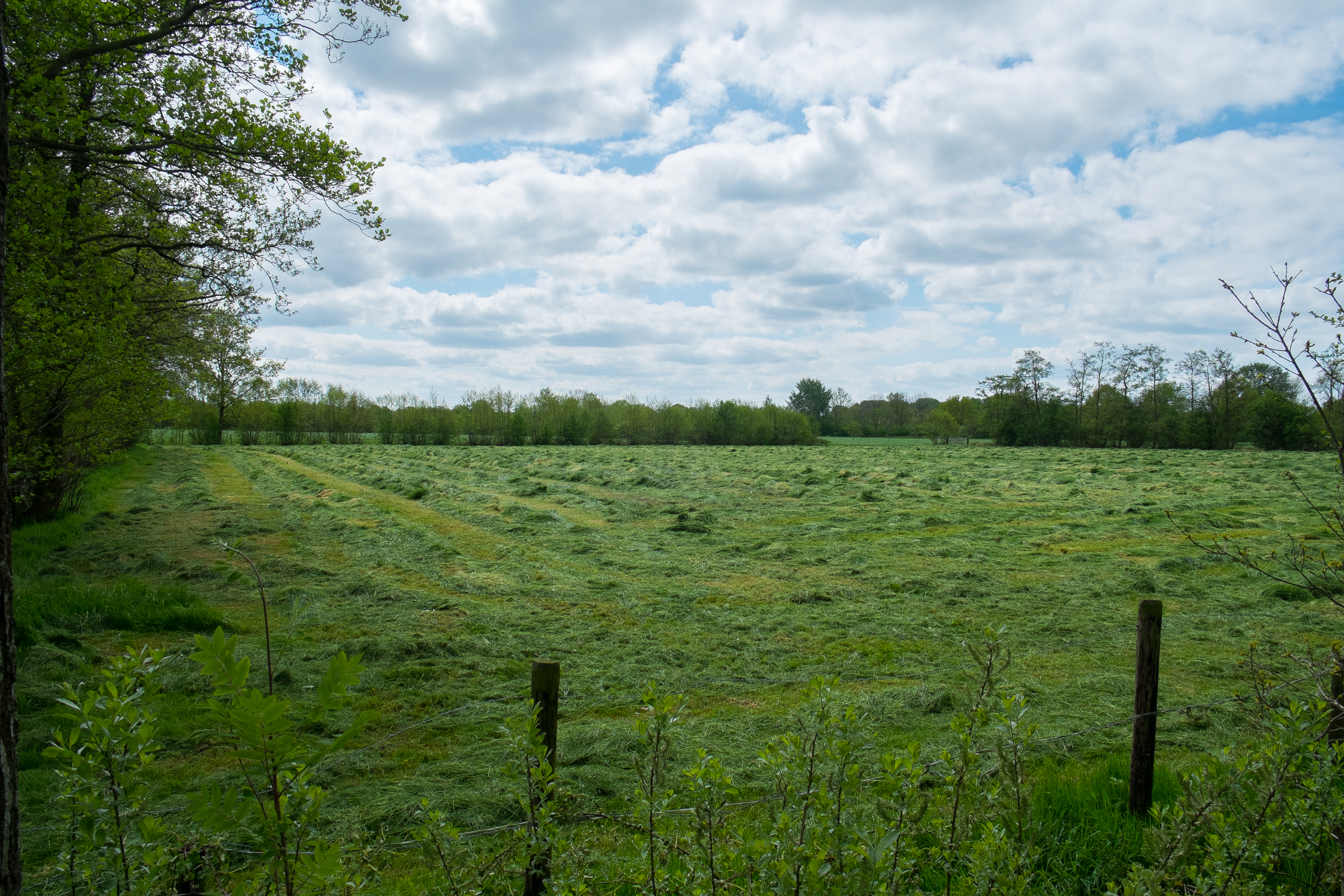
Coulisselandschap
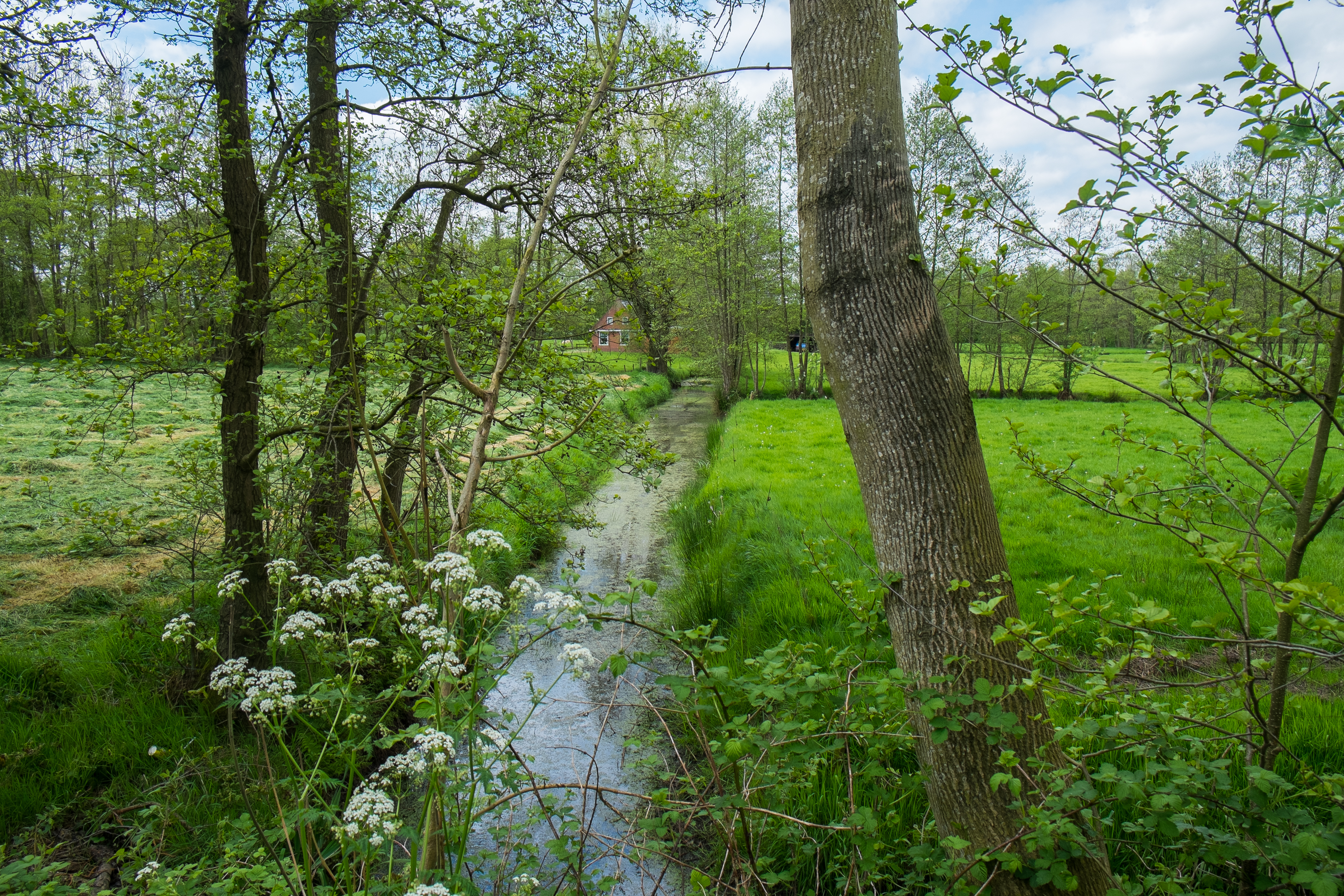
Doorkijkje door het landschap
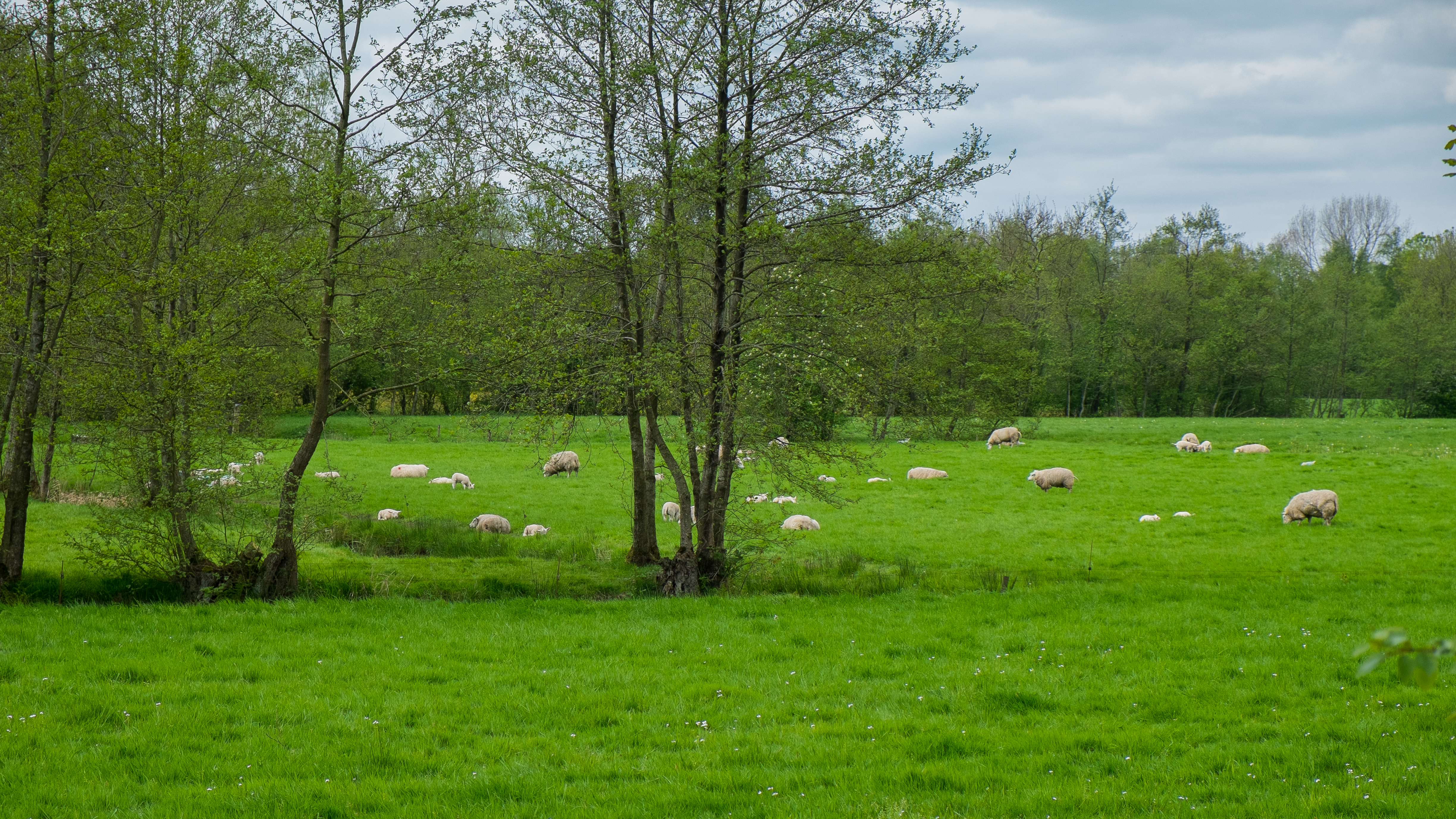
Schapen
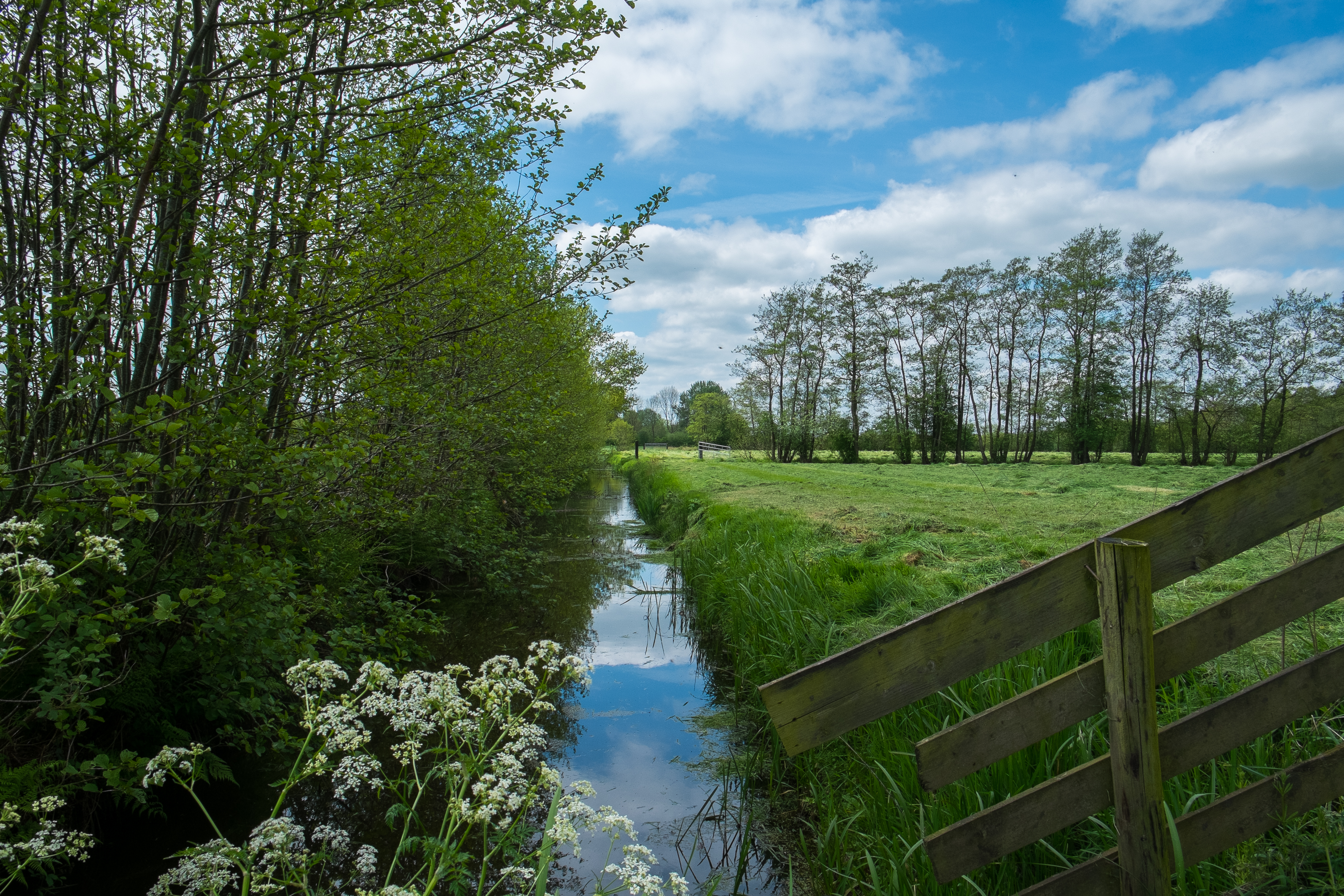
De Zwadde bij It Paradyske. Linksachter (niet zichtbaar) de aftakking van de Zwaddesloot

Steden, dorpen en gehuchten: Aalsum · Anjum · Augsbuurt · Birdaard · Blija · Bornwird · Brantgum · Burum · Dokkum · Ee · Engwierum · Ferwerd · Foudgum · Genum · Hallum · Hantum · Hantumeruitburen · Hantumhuizen · Hiaure · Hogebeintum · Holwerd · Janum · Jislum · Jouswier · Kollum · Kollumerpomp · Kollumerzwaag · Lichtaard · Lioessens · Marrum · Metslawier · Munnekezijl · Moddergat · Morra · Nes · Niawier · Oosternijkerk · Oostmahorn · Oostrum · Oudwoude · Paesens · Raard · Reitsum · Ternaard · Triemen · Veenklooster · Waaxens · Wanswerd · Warfstermolen · Westergeest · Wetsens · Wierum · Zwagerbosch

Buurtschappen: Abbewier · Bartlehiem (deels) · Beintemahuis · Betterwird · Bollingawier · Bonte Hond · Bornwirdhuizen · Boteburen · Brandeburen · De Dellen · De Keegen · De Kolk · De Leegte · De Rijp · De Wirden · De Schans · Dijkshorne · Dokkumer Nieuwe Zijlen · Drieboerehuizen · Ezumazijl · Groot Medhuizen · Halfweg · Hallumerhoek · Hanenburg · Hantumerhoek · Huis ter Noord · Kettingwier · Klein Medhuizen · Kletterbuurt · Kollumeroudzijl · Krabburen · Laagland · Lutkewier · Molenbuurt · Nieuwland · Oudeterp · Oudwouderzijlen · Reidswal · Scharnehuizen · Stiem · Teerd · Teijeburen · Tergracht (deels) · Ter Lune · Tibma · Tilburen · Tiltjeburen · Vaardeburen · Veldburen · Vijfhuizen (Hallum) · Vijfhuizen (Ternaard) · Visbuurt · Weerdeburen · Westerburen · Westernijkerk · Wie · Wijgeest · Zevenhuizen

Streken: 't Schoor · Galilea · It Paradyske · Lutkelaard · Sibrandahuis · Steenharst · Steenvak · Wildpad (deels) · Zandbulten · Zwagerveen

Friesland: Steden en dorpen      Nederland: Provincies · Gemeenten